# Verden (Oklahoma)
Verden é uma cidade  localizada no estado norte-americano de Oklahoma, no Condado de Grady.

## Demografia
Segundo o censo norte-americano de 2000, a sua população era de 659 habitantes.
Em 2006, foi estimada uma população de 693, um aumento de 34 (5.2%).

## Geografia
De acordo com o United States Census Bureau tem uma área de
0,8 km², dos quais 0,8 km² cobertos por terra e 0,0 km² cobertos por água. Verden localiza-se a aproximadamente 346 m acima do nível do mar.

## Localidades na vizinhança
O diagrama seguinte representa as localidades num raio de 20 km ao redor de Verden.